# Gliese 357
Gliese 357 (GJ 357) – gwiazda w gwiazdozbiorze Hydry. Znajduje się w odległości około 31 lat świetlnych od Słońca. Ma układ planetarny.

## Charakterystyka
Jest to czerwony karzeł, gwiazda ciągu głównego o typie widmowym M2,5. Ma temperaturę około 3505 K i jasność 1,6% jasności Słońca; jej masa i promień są oceniane na ok. 34% masy i promienia Słońca. Gliese 357 cechuje wyjątkowo niska aktywność w zakresie promieniowania rentgenowskiego, co wskazuje, że ma ona co najmniej 5 miliardów lat.

## Układ planetarny
W 2019 roku ogłoszono odkrycie trzech planet okrążających tę gwiazdę, spośród których najbliższa (GJ 357 b) przechodzi przed tarczą gwiazdy. Dwie pozostałe planety wykryto dzięki pomiarowi zmian prędkości radialnej gwiazdy. Planeta c nie tranzytuje, nie wiadomo, czy obserwowalne są przejścia planety d, ale prawdopodobieństwo tranzytu jest niskie. Najbliższa gwieździe planeta GJ 357 b ma rozmiary i masę podobne do Ziemi, a jej tranzyty dają wyjątkową okazję do zbadania atmosfery takiej planety. Pozostałe dwie planety są masywniejsze, są to zapewne tzw. superziemie, chociaż zewnętrzna planeta d może być także tzw. mini-Neptunem, małą planetą gazową. Ten obiekt krąży w obrębie ekosfery gwiazdy. Dociera do niej strumień promieniowania równy 0,38 docierającego do Ziemi, a planeta ma współczynnik podobieństwa do Ziemi równy 0,58.
| Towarzysz | Masa [ M🜨 ]  | Promień [ R🜨 ]     | Nachylenie orbity [ ° ] | Okres orbitalny [ d ]  | Półoś wielka [ au ] | Ekscentryczność    |
| b         | 1,84 ± 0,31  | 1,217 +0,084−0,083 | 89,12 +0,37−0,31        | 3,93072 +0,0008−0,0006 | 0,035 ± 0,002       | 0,047 +0,059−0,047 |
| c         | >3,40 ± 0,46 | –                  | –                       | 9,1247 +0,0011−0,0010  | 0,061 ± 0,004       | 0,072 ± 0,0053     |
| d         | >6,1 ± 1,0   | –                  | –                       | 55,661 ± 0,055         | 0,204 ± 0,015       | 0,033 +0,057−0,033 |